# Errore (filosofia)
L'errore, in filosofia, indica qualcosa di falso che appare vero (o viceversa) nel campo a cui si riferisce il giudizio o la valutazione e che quindi genera un'intrinseca contraddizione.
L'errore può essere di natura pratica, quando si violano norme morali o principi che rendano efficace l'azione, o di natura teoretica quando si giudica vero ciò che è falso o falso ciò che è vero. In questo caso cioè viene volontariamente dato assenso ad un giudizio realizzando un collegamento tra volontà e intelletto.
L'errore quindi riguarda tutta la nostra esistenza nel sapere e nell'agire incrociando concetti fondamentali come "opinione", "colpa", "dolore" e "felicità"».

## Filosofia antica
Nella filosofia greca Socrate aveva stabilito l'identità tra scienza e virtù che comportava quella tra l'errore etico e quello teoretico sostenendo, secondo il principio dell'involontarietà del male e dell'attraenza del bene, che nessuno erra volontariamente ma, se lo fa, ciò accade a causa dell'ignoranza, del non conoscere la verità, scambiando per vero ciò che è falso.
Infatti come afferma Platone la conoscenza del vero è il primo passo verso il conseguimento della felicità individuale.
In contrasto con gli eleati che riducevano l'errore all'impossibilità di dire e pensare il non essere e con i sofisti che considerano il vero e il falso a seconda della persuasione che il retore riesce ad ottenere, Platone, nel Teeteto e nel Sofista, teorizza che l'errore nasce invece quando si mescolano, in opposizione alle leggi della dialettica, generi e specie.
La teoria della mescolanza impropria come origine dell'errore è condivisa da Aristotele che evidenzia la difficoltà dell'intelletto nel tentare una sintesi di elementi diversi non rispettando l'unità dell'essere e del vero e cadendo così in affermazioni accidentali:
Da Aristotele ai filosofi dell'ellenismo si teorizza l'errore riportandolo al problema se a generarlo siano i sensi ingannevoli oppure l'intelletto o entrambi come teorizzano gli scettici.
Stratone di Lampsaco (328 a.C.-268 a.C.), secondo scolarca del Peripato avanza la teoria secondo la quale, dipendendo il pensiero solo dalla sensibilità, la ricerca filosofica dovrà basarsi solo sulle cose e le parole così che il problema della verità-errore va risolto esclusivamente sul piano linguistico.
Nella filosofia cristiana con Agostino d'Ippona l'errore viene identificato con il male: l'uomo, che pure è investito dalla grazia salvifica di Dio, fonte di eterna verità, è animato da una malvagia volontà e, spinto dalle passioni, cade nell'errore. Sarebbe erroneo pensare comunque che l'uomo, errando, sia in grado di mettere in atto la realtà dell'errore, l'oggetto dell'errore, poiché questo, come il male, non è altro che una "privazione" di essere. Tutto l'universo nella sua realtà è opera della benefica azione di Dio e l'uomo non può turbarlo nel suo ordine con il male che, come l'errore, è quindi una semplice assenza di realtà. L'uomo non crea il male, ma errando, non fa il bene.

## Filosofia moderna

### Francesco Bacone
Nella filosofia moderna si sviluppa in maniera approfondita il tema dell'errore ad iniziare con Francesco Bacone.
Nella "pars destruens" del suo Novum organum sono esposti gli errori da cui dobbiamo liberarci per delineare il metodo della ricerca della verità. Occorre cioè purificare la nostra mentalità da una serie di errori che avevano causato sino ad allora lo scarso progresso delle scienze.
Ma prima ancora di classificare gli errori occorre indicare le cause e le occasioni che fanno cadere nell'errore:
- prima causa: l'uomo è più attaccato alle proprie idee che alle cose, cioè l'uomo spesso dà più valore alle proprie idee che alla realtà;
- seconda causa: l'insofferenza per il dubbio;
- terza causa: attribuire false finalità alla conoscenza;
- quarta causa: la fede cieca nell'autorità.[13]

La conoscenza, dice Bacone, non è né serva né cortigiana, ma sposa. Lo scienziato non si deve vendere come la cortigiana né asservirsi al potere di qualcuno, ma accudire con amore alla sola scienza.
Dopo averne descritto le cause, Bacone elenca gli errori che chiama idoli, poiché l'uomo li onora al posto del vero Dio, della verità:
- Idola tribus, gli errori della tribù, quelli radicati nella specie umana, che è fatta in modo tale che inevitabilmente commette errori. Il fatto stesso di essere uomini ci porta ad errare;
- Idola specus, gli errori della spelonca platonica, dovuti alla soggettività particolare dell'uomo. Ogni uomo è fatto in modo tale che, oltre agli errori che commette in genere come uomo, ci sono quelli legati alla sua particolare individualità;
- Idola fori, gli errori del foro, della piazza, delle «reciproche relazioni del genere umano» [15], del linguaggio, che è convenzionale ed equivoco.
- Idola theatri, gli errori della finzione scenica che Bacone imputa alla filosofia che ha dato rappresentazioni non vere della realtà «favole recitate e rappresentate sulla scena» [15], come è accaduto con il sistema aristotelico che ha descritto un mondo fittizio non corrispondente alla realtà.

### Renato Cartesio
Il criterio della verità della chiarezza e distinzione, dell'evidenza, garantito dal cogito ergo sum e dalla esistenza dimostrata razionalmente di un Dio perfetto, buono, quindi veridico  dovrebbe rendere, secondo Cartesio, impossibile l'errore.
Questo infatti, afferma Cartesio, non può mai derivare dal pensiero, ma dalla intrusione della volontà nel pensiero.
Quando il pensiero è evidente, chiaro e distinto, è talmente vero che non può sbagliare; ma se c'è un errore, ciò dipende dalla volontà, un elemento estraneo al pensiero, che ci ha spinto a dare il nostro assenso ad un'idea che non era evidente ma confusa.
Se quindi l'errore dipende dalla volontà, questo non vuol dire che l'errore sia volontario. Nessuno sbaglia volontariamente, ma la volontà ci spinge ad affermare per vero ciò che l'intelletto non concepisce ancora come evidente, come chiaro e distinto.
L'errore sarebbe un'ulteriore prova del fatto che l'uomo è dotato di libero arbitrio, della possibilità di scegliere cioè se debba o non debba dare il suo assenso alla volontà. L'uomo ha la libertà di sbagliare così come quella di non sbagliare.

### Baruch Spinoza
Per Baruch Spinoza l'errore non esiste, poiché questo contraddirebbe l'identità della perfezione della Natura con Dio. L'errore è una semplice mancata conoscenza del vero, poiché «come la luce manifesta sé stessa e le tenebre, la verità è norma di sé e del falso».
L'errore è quindi dovuto all'"immaginazione" (opinione) e all'ignoranza delle cause. Ad esempio:

### Leibniz
Per Gottfried Wilhelm von Leibniz l'errore si riduce a un semplice calcolo errato. Infatti il pensare è simbolico e si riduce a una combinazione di segni: se il linguaggio simbolico è efficiente, noi potremo cogliere le relazioni tra le cose, poiché esiste un isomorfismo strutturale tra il pensiero e la realtà; e «questa proporzione o relazione è il fondamento della verità».
Se si applicano corretti numeri alle parole, il ragionamento si ridurrà alle operazioni di somma, moltiplicazione e divisione, di modo che «tutte le relazioni tra i concetti, al pari dei numeri, sono certe e determinate». La verità apparirà in conseguenza di « [...] una specie di calcolo allo stesso modo in cui si risolvono i problemi geometrici ed aritmetici».

### Immanuel Kant
Secondo la tradizione classica, Immanuel Kant attribuisce l'errore alla sensibilità, che fa scambiare per vera l'apparenza della realtà trasmessa dai sensi; mentre l'errore formale deriva dalla ragione quando questa non si limita a dominare il terreno dell'esperienza, ma, generando errori ed illusioni, tende ad agire nell'orizzonte della metafisica:
Si formano così quelle idee della ragione che pretendono di avere come contenuto la totalità dell'esperienza, mentre in effetti non sono che esigenze di universalità che possono essere soddisfatte solo nel campo della ragion pratica.

## Filosofia contemporanea
Nell'idealismo hegeliano l'errore si origina dall'azione di astrazione dell'intelletto che considera il falso, l'errore come separato dal vero ma la ragione interverrà reinserendo quel momento negativo nell'interezza sintetica del processo dialettico dove l'errore assolve la funzione di stimolo per la ricerca della verità.
Dirà infatti Giovanni Gentile sulla linea di Hegel:
Una tesi questa contestata da Benedetto Croce che nota come per Hegel «la fenomenologia dell'errore assume le sembianze di una storia ideale della verità». L'errore può essere giudicato inconsistente nella sfera teoretica perché «l'errore è momento della sintesi dialettica e fuori della sintesi è nulla» ma è concreto in quella pratica secondo quel "nesso dei distinti" che caratterizza la vita dello Spirito nei suoi gradi. L'errore che ha esistenza non è errore perché non è negatività, ma qualcosa di positivo, un prodotto dello spirito che, essendo privo di verità, non fa parte dell'attività teoretica ma di quella pratica.
Friedrich Nietzsche sostiene «la necessità dell'errore per lo stesso essere uomo dell'uomo (del resto la vita si fonda e si fortifica nell'errore) esso non è solo un mezzo di conservazione di una determinata forma della vita individuale e sociale ma è lo stesso modo di essere di una vita».
L'oltreuomo, che vive al di là dei vincoli religiosi e metafisici che limitano l'uomo normale, costruisce liberamente la propria esistenza accettando il caos, creando la verità nella coscienza che implica anche l'errore.

Nella filosofia del '900 il problema dell'errore, inteso come impossibilità di raggiungere una conoscenza certa data la sua costante possibilità, si ritrova nell'ambito del pragmatismo di Benjamin Peirce che sostiene il cosiddetto fallibilismo, espresso anche nella teoria della "falsificabilità" di Karl Popper. L'errore per quest'ultimo rappresenta il limite della scienza, ma si tratta di un limite costitutivo che consente di imparare da esso, attraverso la sua costante eliminazione resa possibile dal dibattito critico. Il progresso scientifico non consiste nell'accumulo di verità, ma nello scarto degli errori. Quanto più si sbaglia, tanto più si evolve la conoscenza, in maniera analoga all'evoluzione biologica.
(K. R. Popper, Conoscenza oggettiva, da La teoria del pensiero oggettivo, Armando 1975)